# Mercado de esclavos (con aparición del busto invisible de Voltaire)
Mercado de esclavos (con aparición del busto invisible de Voltaire) es un óleo sobre lienzo, obra de Salvador Dalí, fechado en 1940.
La mujer semidesnuda en primer plano es Gala Dalí, quien se reclina sobre una mesa.
En la mesa se pueden ver un frutero y un busto de Voltaire. Gala está mirando a un grupo de mujeres, vestidas a la usanza del siglo XVIII, quienes aparecen debajo de unos arcos, cerca de unos mendigos. 
Gracias al juego dadaísta de las imágenes múltiples, el busto de Voltaire parece desaparecer y reaparecer alternativamente.
Esta obra fue pintada en Estados Unidos, y se encuentra en el Salvador Dalí Museum, en San Petersburgo (Florida).

## Referencia seis
1. ↑  Página en salvador-dali.org
2. ↑  Breve descripción de la obra

- Datos: Q2509326